# Afrixalus spinifrons
Afrixalus spinifrons är en groddjursart som först beskrevs av Cope 1862.  Afrixalus spinifrons ingår i släktet Afrixalus och familjen gräsgrodor.
Inga underarter finns listade i Catalogue of Life. IUCN skiljer mellan två underarter:
- A. s. spinifrons, i låglandet och i kulliga områden upp till 700 meter över havet
- A. s. intermedius, från cirka 700 meter över havet uppåt

Arten förekommer i Sydafrika i provinsen KwaZulu-Natal och i angränsande regioner av Östra Kapprovinsen. Den lever i låglandet och i bergstrakter upp till 1500 meter över havet. Denna groda vistas i ekoregionen Bushveld som kännetecknas av gräs och låga buskar. Den besöker ibland angränsande öppna skogar.
Fortplantningen sker i dammar, pölar eller andra områden intill floder och insjöar som tidvis översvämmas. Honor och ungar hittas ofta vilande på växter av kallasläktet. Liksom hos andra arter av samma släkte lägger honor 20 till 50 ägg vid kanten av stora blad. Bladet vikas sedan av hanen så att en skyddande ficka uppstår. Grodynglen kläcks efter cirka 5 dagar och de låter sig falla till vattnet nedanför. I vattnet sker metamorfosen som varar i ungefär 6 veckor. I låglänta och kulliga områden sker parningen mellan augusti och februari. Arten parar sig i bergstrakternas höga delar mellan september och januari. Under parningsleken bildar hanar grupper med 4 till 20 medlemmar och de sitter ofta på växter vid vattenkanten. Parningsropet hörs från solnedgången till klockan 3.
Torrläggning av våtmarker för att etablera odlingsmark för sockerrör, arter av eukalyptussläktet och olika grödor är det största hotet mot beståndet. Även bekämpningsmedel mot olika skadedjur och intensivt bruk av betesmarker påverkar beståndet negativt. Populationen i låglandet är mer utsatt för dessa hot. I lämpliga områden är Afrixalus spinifrons fortfarande vanligt förekommande. Det är allmänt problematiskt att upptäcka arten. I utbredningsområdet inrättades flera skyddszoner. IUCN kategoriserar arten globalt som nära hotad.

## Bildgalleri

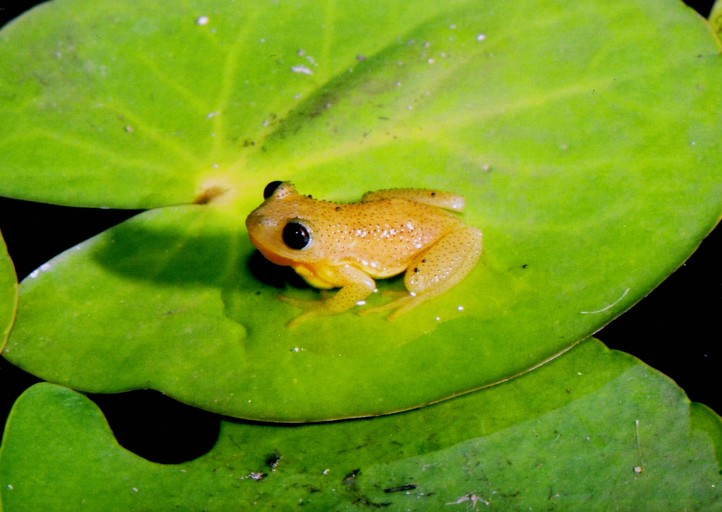
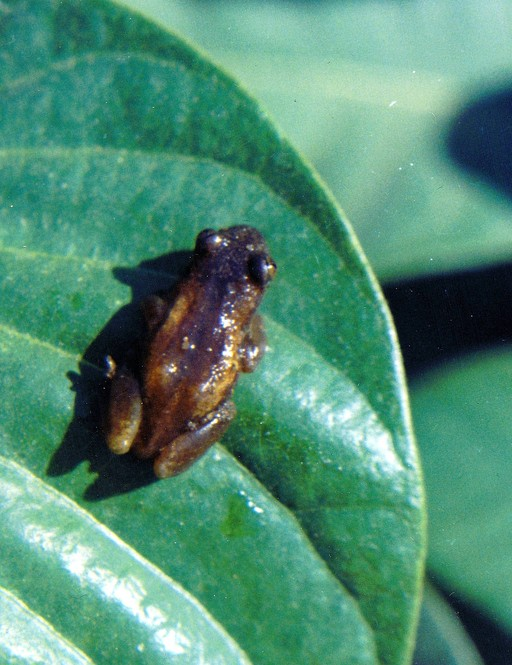
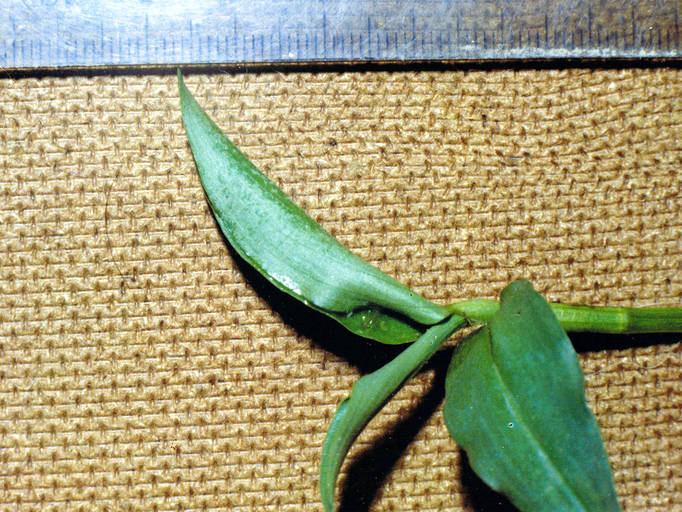
Hopvikt blad med ägg